# Hołowienki
Hołowienki [pronunciación en polaco: /xɔwɔˈvjɛnki/] es un pueblo ubicado en el distrito administrativo de Gmina Sabnie, dentro del Condado de Sokołów, Voivodato de Mazovia, en el este de Polonia central. Se encuentra aproximadamente a 3 kilómetros al suroeste de Sabnie, a 11 kilómetros al norte de Sokołów Podlaski, y a 93 kilómetros al este de Varsovia.

## Personas notables
- Kazimierz Romaniuk (Nacido en 1927), obispo polaco, obispo de Warszawa-Praga.